# José Santos Degollado

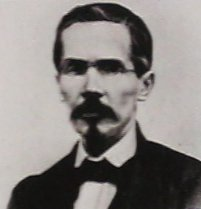
José Santos Degollado

José Santos Degollado (ur. 1811, zm. 1861) – meksykański wojskowy (generał) i polityk.
Walczył po stronie liberałów podczas tzw. rewolucji ayutlańskiej. Był naczelnym wodzem sił liberalnych w czasie wojny o Reformę. Został zamordowany przez członków partyzantki konserwatywnego generała Marqueza.